# Hellín
Hellín – miasto w Hiszpanii, we wspólnocie autonomicznej Kastylia-La Mancha, w prowincji Albacete. W 2009 liczyło 30 976 mieszkańców.

## Miasta partnerskie
- Paysandú, Urugwaj